# 若葉町 (立川市)
若葉町（わかばちょう）は、東京都立川市の町名。現行行政地名は若葉町一丁目から若葉町四丁目。郵便番号は190-0001。

## 地理
立川市の北東部に位置する。北は小平市上水新町、東は国分寺市北町、並木町、新町及び富士本、南は国分寺市高木町及び西町、西は幸町に接する。主に住宅地として利用される。

### 地価
住宅地の地価は2014年（平成26年）1月1日に公表された公示地価によれば若葉町2丁目27番7の地点で19万円/m2となっている。

## 歴史
- 1963年（昭和38年） 北多摩郡砂川町（すながわまち）が立川市へ編入され、立川市砂川町（すながわちょう）となる。
- 1971年（昭和46年） 町名地番整理により、砂川町の一部を分割し、若葉町一丁目 - 四丁目を設置。

## 世帯数と人口
2018年（平成30年）1月1日現在の世帯数と人口は以下の通りである。
| 丁目         | 世帯数    | 人口     |
| ------------ | --------- | -------- |
| 若葉町一丁目 | 2,197世帯 | 4,640人  |
| 若葉町二丁目 | 867世帯   | 2,125人  |
| 若葉町三丁目 | 911世帯   | 2,252人  |
| 若葉町四丁目 | 1,705世帯 | 3,062人  |
| 計           | 5,680世帯 | 12,079人 |

## 小・中学校の学区
市立小・中学校に通う場合、学区は以下の通りとなる。
| 丁目         | 番地 | 小学校               | 中学校                 |
| ------------ | ---- | -------------------- | ---------------------- |
| 若葉町一丁目 | 全域 | 立川市立若葉台小学校 | 立川市立立川第九中学校 |
| 若葉町二丁目 | 全域 | 立川市立若葉台小学校 | 立川市立立川第九中学校 |
| 若葉町三丁目 | 全域 | 立川市立若葉台小学校 | 立川市立立川第九中学校 |
| 若葉町四丁目 | 全域 | 立川市立若葉台小学校 | 立川市立立川第九中学校 |

## 交通
道路
- 東京都道7号杉並あきる野線（五日市街道）
- 東京都道16号立川所沢線（立川通り）

## 施設
- けやき台団地（立川市若葉町一丁目と国分寺市西町四丁目にまたがっている）
- 立川市立立川第九中学校
- 立川市役所東部連絡所
- 立川市清掃工場
- 立川市立若葉台小学校
- 立川若葉町団地